# 이용주 (영화 감독)
이용주(1970년 6월 6일 ~ )는 대한민국의 영화 감독, 각본가이다. 그는 2003년 영화 《살인의 추억》 연출부로 영화계 입문하였다. 이후 2009년 영화 《불신지옥》으로 상업영화 감독 데뷔하였고, 영화 《건축학개론》으로 잘 알려져 있다.

## 학력
- 연세대학교 건축공학과 학사

## 필모그래피

### 영화
| 연도 | 제목                    | 감독   | 각본가 | 기타   |
| ---- | ----------------------- | ------ | ------ | ------ |
| 2003 | 살인의 추억             | 아니요 | 아니요 | 연출부 |
| 2009 | 불신지옥                | 예     | 예     |        |
| 2012 | 건축학개론              | 예     | 예     |        |
| 2015 | 경성학교: 사라진 소녀들 | 아니요 | 아니요 | 각색   |
| 2021 | 서복                    | 예     | 예     |        |

## 기타 경력
- 2011년 제10회 미쟝센 단편 영화제 절대악몽부문 심사위원
- 2012년 제11회 미쟝센 단편 영화제 4만 번의 구타부문 심사위원
- 2012년 제11회 미쟝센 단편 영화제 대표집행위원

## 수상
- 2009년 제17회 제라르메 국제판타스틱영화제 학생심사위원상
- 2009년 제30회 청룡영화상 각본상[2] 《불신지옥》
- 2009년 제10회 부산영화평론가협회상 신인감독상 《불신지옥》
- 2012년 제21회 부일영화상 각본상 《건축학개론》